# Orchestrina Malombra
L'Orchestrina Malombra è un gruppo strumentale che accompagnava la cantautrice Jenny Sorrenti nel suo periodo folk prog rock.
Hanno fatto parte della band il batterista, percussionista, compositore e arrangiatore Marcello Vento, il chitarrista Piero Viti (che suona anche mandola e oud nei cd incisi) e il polistrumentista Vincenzo Zenobio. Ai suddetti si sono aggiunti altri musicisti in occasione di cd e tour della band con Jenny Sorrenti.